# 丘姓
丘是一个中文姓氏，丘姓在《百家姓》中排第151位，與邱姓同源。丘氏起源於周朝的山東臨淄，今廣泛分布於中國東北、華北、華南與朝鮮半島。
在2020年的中華人民共和國統計中，丘姓未進入前100名姓氏。。
丘姓在台湾2018年的統計中排名為第151位，計4,531人。。

## 來源
丘姓主要的源出有四：姜姓（呂氏）、姒姓、媯姓（毌丘氏）、少數民族改姓。
丘姓是一個多民族、多源流姓氏群體，且因官職、因地名為氏者遠多於血緣，在中國姓氏排行榜上名列第65位，人口約4,700,000人，在全中國廣散分布。
齊國太公姜尚，被封於齊，建都營丘臨淄（今山東省昌樂臨淄），於是臨淄為華北地區丘氏家族的祖籍地。 戰國時田氏代齊，田齊將姜齊公族放逐於商丘，因此使用丘姓（另有一説為「營丘」中的「丘」）
晉朝五胡亂華時八姓入閩，少部分丘氏家族移入福建和廣東，居住莆田縣和蕉嶺縣，成為閩粤籍丘氏的籍貫地，後來部份丘氏因戰爭或國家內亂南移或東移至香港、台灣等地。
北魏時期，鮮卑族的孝文帝行漢化政策，鮮卑族人需改漢姓、穿漢服、說漢語。因應漢化政策，來自拓拔部的丘敦氏皆改為丘氏，丘行恭一支丘氏即是源於鮮卑族，其後代世居於陝西寶雞與甘肅天水一帶，成為中國西北的望族。
後來許多貫丘、毌丘、吾丘、浮丘等姓氏人士因簡化或避禍，改為丘姓。
雍正3年（公元1725年），雍正帝下詔，內容為命令丘氏家族需強制避孔子的名諱“丘”，故多數華北地區的丘氏家族皆加“邑”為邱姓。

## 延伸阅读
[在维基数据编辑]
 《欽定古今圖書集成·明倫彙編·氏族典·丘姓部》，出自陈梦雷《古今圖書集成》

1. ↑  . www.gov.cn. 2021-02-08  [2023-01-19]. （原始内容存档于2021-02-08）.
2. ↑   (PDF). 中華民国内政部: 281. 2018年10月  [2023年1月19日]. （原始内容存档 (PDF)于2020年3月18日）.